# Miljögarantin
Miljögarantin är en garanti som Europeiska unionen fastställt i EG-fördraget i artikel (95.4). Den innebär att enskilda medlemsländer har rätt att under vissa förutsättningar ha mer långtgående miljöregler och skyddsnivåer i sin nationella lagstiftning än de som beslutas på EU-nivå. Detta var ett krav som bland andra Sverige drev då miljöregler kan ändras med kvalificerad majoritet i ministerrådet.
Avvikande nationella miljöregler måste vara motiverade utifrån
- miljö- eller arbetsmiljöskydd
- hänsyn till allmän moral, ordning eller säkerhet
- skydd för människors och djurs hälsa och säkerhet eller för att bevara växter
- skydd av nationella skatter av konstnärligt, historiskt eller arkeologiskt värde
- skydd av industriell och kommersiell äganderätt.

Vid en eventuell tvist om nationella åtaganden kan EG-domstolen avgöra frågan.

## Sverige och miljögarantin
För att få behålla ett förbud mot allergiframkallande azofärger i livsmedel och mot träskyddsmedlet kreosot har Sverige åberopat miljögarantin.